# Cortex
Pour les articles homonymes, voir Cortex (homonymie).
Ne doit pas être confondu avec Cortix.
Pour l’article ayant un titre homophone, voir Cortecs.
En biologie, le cortex (mot latin signifiant écorce, l'adjectif étant cortical) est la couche superficielle ou périphérique d'un tissu organique. Le cortex cellulaire est une couche spécialisée de cytoplasme sur la face interne de la membrane plasmique.
Par métonymie, le terme sert souvent à désigner spécifiquement le cortex cérébral, ainsi on parlera du cortex pariétal pour désigner la couche de neurones du cerveau formant le cortex du lobe pariétal.
Exemples d'organes présentant un cortex identifié : 
- cerveau : cortex cérébral (qui inclut le néocortex)
- cervelet : cortex cérébelleux
- glande surrénale : cortex surrénal
- os : cortex osseux ou corticale
- ovaire : cortex ovarien
- poil : cortex (poil)
- rein : cortex rénal
- thymus : cortex thymique